# 高岛观景台

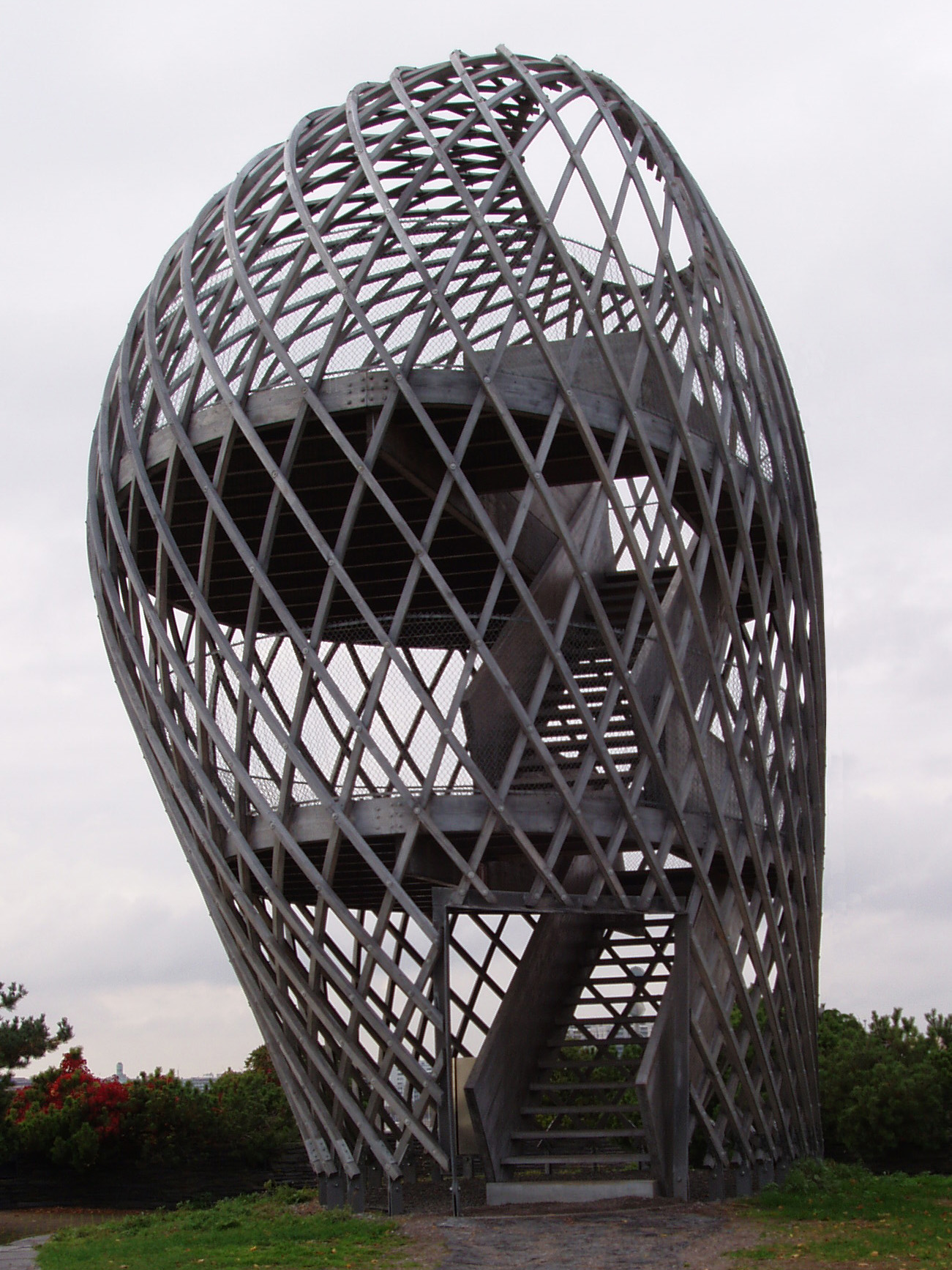
高岛觀景台

高岛觀景台（芬蘭語：Korkeasaaren näkötorni），又译科基亞薩利觀景台，位於芬蘭赫爾辛基高岛上的赫爾辛基動物園內。建於2002年，由建築師維爾·哈拉設計建造。

## 結構
高岛觀景台坐落於高於海平面18公尺的懸崖邊，在台頂可觀賞赫爾辛基全景。
觀景台為高三層（10公尺）的木造建築，呈殼狀不規則卵形。頂端有開口，樓層之間有樓梯相接，2、3樓裝有鐵絲網製成的圍籬。外殼順著現有石牆弧線成形，並繞過一個樺樹叢。
觀景台以72組長板條構成，板條截面60×60釐米，皆用亞麻油處理。建造觀景台前先預彎成7種形狀，再運至工地做進一步加工。後以超過600個鍍鋅螺栓接頭組合。

## 歷史
高岛觀景台為維爾·哈拉（時為赫爾辛基理工大學木材工坊學生）參加由赫爾辛基動物園與芬蘭木頭聚焦組織規劃的木材設計競賽的作品。
哈啦最初提出不規則卵形設計，並以電腦計算結構。由於外型不規則，繪圖困難。因此改從塑膠黏土模型著手，根據模型的數位圖像做出AutoCAD電腦繪圖，再透過電腦黏貼構成格狀外殼的彎曲條板。哈拉嘗試以實體尺寸預彎條板，觀察是否能順利扭轉到洽當位置。但發現行不通，後決定以蒸氣處理木材。最後8名學生花近3個月的時間完成景觀台。

## 外部連結
- Korkeasaari Lookout Tower